# دوکی (آلبوم)
دوکی (انگلیسی: Dookie) سومین آلبوم استودیویی گروه موسیقی راک آمریکایی گرین دی است که در ۱ فوریه ۱۹۹۴ توسط رپریز رکوردز منتشر شد. این اولین همکاری گروه با تهیه‌کننده راب کاوالو است و در اواخر سال ۱۹۹۳ در استودیوی فنتسی واقع در برکلی، کالیفرنیا ضبط شد. این آلبوم که بیشتر توسط جلودار گروه بیلی جو آرمسترانگ نوشته شده‌است، به شدت مبتنی بر تجربیات شخصی او با موضوعاتی مانند بی‌حوصلگی، اضطراب، روابط و رابطه جنسی است.
دوکی پس از انتشار با استقبال منتقدان روبرو شد و در سال ۱۹۹۵ جایزه گرمی بهترین آلبوم آلترناتیو را برای گروه دریافت کرد.